# Weingut Topf
Das Weingut Topf in Straß ist ein österreichisches Weingut im Weinbaugebiet Kamptal in Niederösterreich.

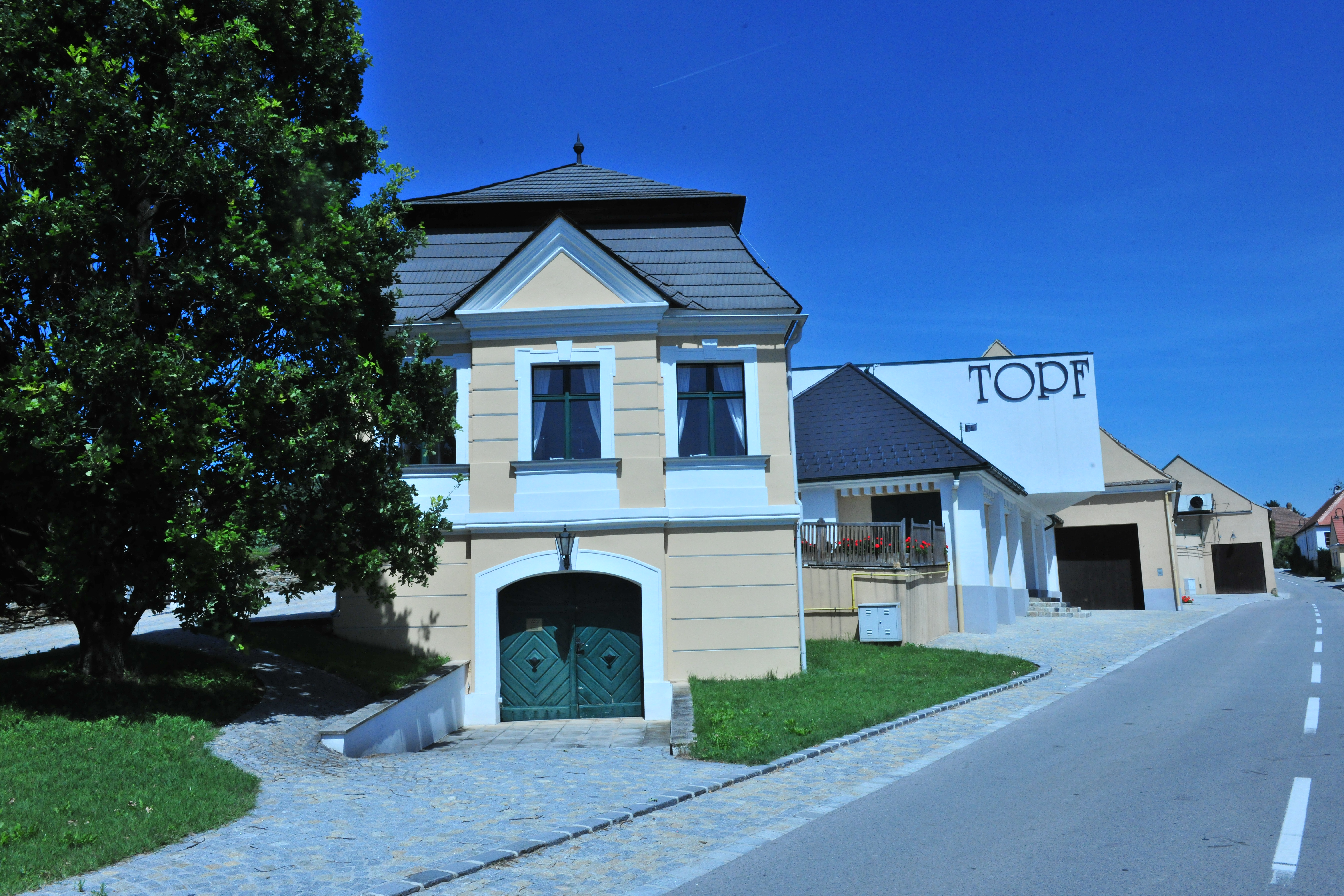
Salettl der Familie Topf

## Die Geschichte
Die erstmalige Erwähnung des Anwesens wurde 1649 im Maria Theresianischen Grundbuch und später dann in der hiesigen Pfarrmatrik 1751 der Gemeinde Strass im Strassertal festgehalten.
Als achtes Kind der Familie übernahm 1929 der damals dreiunddreißigjährige Johann Topf I. den Besitz seiner Eltern. Durch verschiedene Umstände, z. B. den frühen Tod seines Vaters, den Tod des ältesten Sohnes und durch das damalige Auftreten der Reblaus wurde dem Betrieb beträchtlich zugesetzt.
Johann Topf II. hat die elterliche Wirtschaft 1960 übernommen. Der Hof wurde zu einem alleinigen Weinbaubetrieb umgestellt und auf neun Hektar vergrößert. Johann II. begann als einer der Erster in Strass den Wein in Flaschen abzufüllen.
1990 übernahm Johann Topf III. (Hans Topf) das Weingut und baute es zusammen mit seiner Frau Magdalena bis zur Größe von 50 Hektar aus. Seine Söhne Hans-Peter und Maximilian sind 2014 in den elterlichen Betrieb eingestiegen.

## Das Weingut
Die Winzerfamilie bewirtschaftet ihre Weingärten nach kontrolliert biologischen Richtlinien. Die Rebfläche von 50 Hektar (Stand, Dez. 2023) ist hauptsächlich mit Grünem Veltliner, Riesling und den Burgundersorten Chardonnay, Weißburgunder und Blauburgunder bestockt. Das Weingut ist Mitglied der Vereinigung Österreichische Traditionsweingüter (ÖTW).
Neben gebietstypischen Qualitäts- und Schaumweinen zählen die 1ÖTW | Ersten Lagen: Offenberg, Heiligenstein Wechselberg Spiegel. zu den wichtigsten Erzeugnissen am Weingut.

## Auszeichnungen
- Top 100 Wines of Austria 2023[4] Die Redaktion des Weinkritikers James Suckling hat im Jahr 2023 den Wein Riesling Wechselberg Spiegel 2022 zu den 100 besten Weinen Österreichs ausgezeichnet.
- Top 100 Wines of Austria 2022[5] Die Redaktion des Weinkritikers James Suckling hat im Jahr 2022 den Wein Riesling Wechselberg Spiegel 2021 zu den 100 besten Weinen Österreichs ausgezeichnet.
- Kollektion des Jahres[6] Die Redaktion des Weinfachmagazins wein.plus hat die Weine des Weinguts Topf zur Kollektion des Jahres ausgezeichnet.
- Kamptal Reserve Cup 2012[7] Die Redaktion des Weinfachmagazins Falstaff hat den Wein Riesling Heiligenstein 2011 zum Sieger der Kategorie „Riesling“ beim Kamptal Reserve Cup 2012 gemacht.
- Platz 1. Best of Riesling 2019[8] Die Redaktion des Weinfachmagazins Meininger hat den Wein Riesling Heiligenstein 1999 in der Kategorie Riesling gereift zum Platz 1 ausgezeichnet.